# Trofeo Antonio Puerta
Trofeo Antonio Puerta är en årlig sommarturnering som hålls av Sevilla FC sedan 2008. Turneringen är tillägnad Antonio Puerta som dog den 28 augusti 2007 (vid en ålder av 22 år) efter att ha drabbats av en hjärtinfarkt under den inledande matchen av La Liga säsongen 2007–08 mot Getafe.

## Upplagor

### 2008
|            | 23 augusti 2008 | Sevilla FC                  | 2–0     | Málaga | Estadio Ramón Sánchez Pizjuán, Sevilla        |                                               |
| 22:00 CEST | 22:00 CEST      | Luís Fabiano 29′ Renato 64′ | Rapport |        | Publik: 25 000 Domare: Domingo Palomino Núñez | Publik: 25 000 Domare: Domingo Palomino Núñez |
| 22:00 CEST | 22:00 CEST      |                             |         |        | Publik: 25 000 Domare: Domingo Palomino Núñez | Publik: 25 000 Domare: Domingo Palomino Núñez |
| 22:00 CEST | 22:00 CEST      |                             |         |        | Publik: 25 000 Domare: Domingo Palomino Núñez | Publik: 25 000 Domare: Domingo Palomino Núñez |

### 2009
|            | 21 augusti 2009 | Sevilla FC                                     | 2–1     | Xerez              | Estadio Ramón Sánchez Pizjuán, Sevilla       |                                              |
| 21:30 CEST | 21:30 CEST      | José Carlos 39′ Diego Perotti 50′ Dragutinović | Rapport | 87′ Míchel Francis | Publik: 21 000 Domare: Andrés Ceballos Silva | Publik: 21 000 Domare: Andrés Ceballos Silva |
| 21:30 CEST | 21:30 CEST      |                                                |         |                    | Publik: 21 000 Domare: Andrés Ceballos Silva | Publik: 21 000 Domare: Andrés Ceballos Silva |
| 21:30 CEST | 21:30 CEST      |                                                |         |                    | Publik: 21 000 Domare: Andrés Ceballos Silva | Publik: 21 000 Domare: Andrés Ceballos Silva |

### 2010
|           | 24 november 2010 | Sevilla FC                       | 1–1                      | Granada                    | Ramón Sánchez Pizjuán, Sevilla                |                                               |
| 22:00 CET | 22:00 CET        | José Carlos 58′ Cigarini 79'     | Rapport                  | 9′ Calvo                   | Publik: 3 000 Domare: Israel Mariscal Sánchez | Publik: 3 000 Domare: Israel Mariscal Sánchez |
| 22:00 CET | 22:00 CET        |                                  |                          |                            | Publik: 3 000 Domare: Israel Mariscal Sánchez | Publik: 3 000 Domare: Israel Mariscal Sánchez |
| 22:00 CET | 22:00 CET        | Renato Campaña José Carlos Rodri | Straffsparksläggning 2–4 | Siqueira Pérez Abel Lucena | Publik: 3 000 Domare: Israel Mariscal Sánchez | Publik: 3 000 Domare: Israel Mariscal Sánchez |

### 2011
|            | 4 augusti 2011 | Sevilla FC                                                               | 5–0     | RCD Espanyol | Ramón Sánchez Pizjuán, Sevilla        |                                       |
| 22:00 CEST | 22:00 CEST     | Alexis 8' Trochowski 21' Rodri 25′, 76′ Del Moral 45+1′ Kanouté 73′, 90′ | Rapport | 82' López    | Publik: 20 000 Domare: Paradas Romero | Publik: 20 000 Domare: Paradas Romero |
| 22:00 CEST | 22:00 CEST     |                                                                          |         |              | Publik: 20 000 Domare: Paradas Romero | Publik: 20 000 Domare: Paradas Romero |
| 22:00 CEST | 22:00 CEST     |                                                                          |         |              | Publik: 20 000 Domare: Paradas Romero | Publik: 20 000 Domare: Paradas Romero |

### 2012
|            | 8 augusti 2012 | Sevilla FC                 | 2–0     | Deportivo | Ramón Sánchez Pizjuán                |                                      |
| 22:00 CEST | 22:00 CEST     | Negredo 30′ Trochowski 44′ | Rapport |           | Publik: 25 000 Domare: Pérez Montero | Publik: 25 000 Domare: Pérez Montero |
| 22:00 CEST | 22:00 CEST     |                            |         |           | Publik: 25 000 Domare: Pérez Montero | Publik: 25 000 Domare: Pérez Montero |
| 22:00 CEST | 22:00 CEST     |                            |         |           | Publik: 25 000 Domare: Pérez Montero | Publik: 25 000 Domare: Pérez Montero |

## Titlar efter lag
| Lag        | Deltagande             | Titlar |
| ---------- | ---------------------- | ------ |
| Sevilla FC | 2008, 2009, 2011, 2012 | 4      |
| Granada    | 2010                   | 1      |

## Målskyttar
| Mål | Spelare          | Lag        | Upplaga spelaren gjorde mål i |
| --- | ---------------- | ---------- | ----------------------------- |
| 2   | José Carlos      | Sevilla FC | 2009, 2010                    |
| 2   | Rodri Ríos       | Sevilla FC | 2011                          |
| 2   | Frédéric Kanouté | Sevilla FC | 2011                          |
| 1   | Luís Fabiano     | Sevilla FC | 2008                          |
| 1   | Renato           | Sevilla FC | 2008                          |
| 1   | Diego Perotti    | Sevilla FC | 2009                          |
| 1   | Míchel           | Xerez      | 2009                          |
| 1   | Carlos Calvo     | Granada    | 2010                          |
| 1   | Manu del Moral   | Sevilla FC | 2011                          |
| 1   | Álvaro Negredo   | Sevilla FC | 2012                          |
| 1   | Piotr Trochowski | Sevilla FC | 2012                          |